# Ish HaHashmal
Ish HaHashmal è un film del 2003 diretto da Eli Cohen.

## Trama
Storia di Pinchas Rutenberg, colui che portò l'elettricità nella Palestina ebraica nei primi anni del XX secolo costruendo una centrale idroelettrica a Naharayim.